# فانأ
فانا (في الفريولية القياسية : فاني (Fane)؛ وفي الفريولية الغربية : فنا (Fana ), وهي كومونا (بلدية) في مقاطعة بردنونة في منطقة فريولي فينيتسيا جوليا الإيطالية، وكومونا فانا تقع على بعد حوالي 100 كيلو متر شمال غرب ترييستي وحوالي 25 كيلو متر شمال شرق بردنونة.
تقع فانا على حدود البلديات التالية: أربا وكافاسو نوفو وفريزانكو ومانياجو.